# Montgérain
Montgérain – miejscowość i gmina we Francji, w regionie Hauts-de-France, w departamencie Oise.
Według danych na rok 1990 gminę zamieszkiwało 135 osób, a gęstość zaludnienia wynosiła 27 osób/km² (wśród 2293 gmin Pikardii Montgérain plasuje się na 862. miejscu pod względem liczby ludności, natomiast pod względem powierzchni na miejscu 874.).